# Rabdion forsteni
Rabdion forsteni är en ormart som beskrevs av Duméril, Bibron och Duméril 1854. Rabdion forsteni ingår i släktet Rabdion och familjen snokar. Inga underarter finns listade i Catalogue of Life.
Denna orm är med en längd upp till 75 cm liten. Den förekommer endemisk på Sulawesi och kanske på Filippinerna. Det är nästan inget känt om levnadssättet.